# Rumbo de colisión

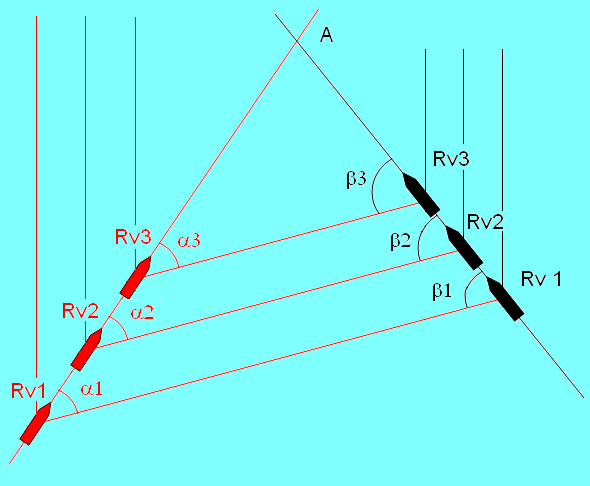
Esquema de dos embarcaciones con rumbos de colisión.

Dos embarcaciones navegan con rumbo de colisión o mantienen  riesgo de abordaje si el ángulo con el que se observan ya sea demora o marcación se mantiene constante en el tiempo.
Nótese que esto es independiente de la velocidad de cada una de ellas, de sus rumbos verdaderos o del tiempo entre observaciones (1), (2) y (3). Ambas están en un rumbo de colisión con la otra y en la medida que ninguna altere su curso o velocidad finalmente terminarán encontrándose en el punto A.
Para la embarcación de la izquierda en el esquema sí:
{\displaystyle {\boldsymbol {\alpha }}_{1}={\boldsymbol {\alpha }}_{2}={\boldsymbol {\alpha }}_{3}}
o para el observador en la embarcación de la derecha sí:
{\displaystyle {\boldsymbol {\beta }}_{1}={\boldsymbol {\beta }}_{2}={\boldsymbol {\beta }}_{3}}

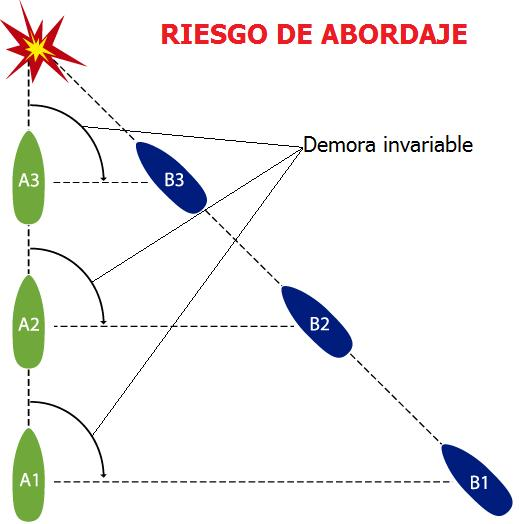

Entonces ambas están involucradas en una situación de rumbo de colisión o riesgo de abordaje.
El Reglamento Internacional para Prevenir Abordajes (RIPA) establece, en función de las características de cada embarcación y las prerrogativas en cuanto a obligación de maniobra, que actitud evasiva debe tomar cada uno de los involucrados con el fin de evitarla. 